# Otro tema
Otro Tema fue un programa periodístico argentino emitido por Crónica HD. El programa fue conducido por Santo Biasatti

## Historia
Empezó a emitirse en Todo Noticias el 26 de mayo de 2003 con Santo Biasatti como presentador, sucediendo a El Programa de Santo. En el programa se realizaban entrevistas, además de un análisis de la realidad argentina y debate. El programa se emitió hasta 2015. 
El 9 de abril de 2019, tras cuatro años, se volvió a emitir el ciclo, esta vez en Crónica HD, con la conducción de Santo Biasatti como en las temporadas anteriores.

## Personal

### Conductor
- Santo Biasatti (2003-2015/2019-2020)

### Emisión
- Todo Noticias (2003-2015)
- Crónica HD (2019-2020)